# Mijnssen
Mijnssen (ook: Verspyck Mijnssen) is de naam van een Nederlands geslacht dat werd opgenomen in het Nederland's Patriciaat.

## Geschiedenis
De stamreeks begint met Meins Jansz., geboren omstreeks 1565 en overleden in 1605 die woonde te Harderwijk. Zijn zoon Willem Meijnssen (†1656) was gemeensman in Harderwijk. Diens zoon, Jan (1633-1692), vestigde zich als timmerman in Amsterdam. Een kleinzoon van de laatste was heer van Wulverhorst.
Jacob Christiaan Verspyck Mijnssen (1856-1924), generaal-majoor der infanterie,  trouwde 1e jkvr. Jeanne Claudine Désirée Verspyck (1856-1890), lid van het geslacht Verspyck. Als weduwnaar hertrouwde hij in 1893 met de zus van zijn eerste vrouw: jkvr. Lina Adrienne Verspijck (1865-1952). In 1898 werd hem bij koninklijk besluit naamstoevoeging verleend tot Verspyck Mijnssen en zo werd hij de stamvader van de tak Mijnssen met die dubbele naam.
In 1920 werd het geslacht opgenomen in het Nederland's Patriciaat; heropname volgde in 1958.

## Enkele telgen
- Jan Meijnssen, heer van Wulverhorst (1708-1789), makelaar
  -  Gerrit Meijnssen (1737-1801), koopman
    -  Jacob Mijnssen (1764-1820), koopman
      -  Jacob Willem Mijnssen (1809-1880), koopman
        -  Joannes Petrus Mijnssen (1839-1899), makelaar en koopman
          -  Julie Auguste Caroline Mijnssen (1873-1936), beeldhouwster; trouwde in 1900 met Oscar Johan Alfred Mendlik (1871-1963), kunstschilder
            -  dr. Ferenc Mendlik (1901)
              -  Eva Mendlik (1928), beeldhouwster
              -  mr. Johannes Mendlik (1935-2022), rechter, president van de Rechtbank Breda en de Rechtbank Rotterdam
                -  mr. Julia Mendlik (1969), rechter, president van de Rechtbank Midden-Nederland en de Rechtbank Rotterdam; getrouwd met prof. mr. Tobias Cohen Jehoram

        -  Hermine Caroline Mijnssen (1841-1925); trouwde in 1866 met Christiaan Antoon Jeekel (1839-1885), zeeofficier, burgemeester, dijkgraaf en oprichter van Jeekel Mijnssen & Co., de voorganger van NV de Glasfabriek Leerdam, Ridder Militaire Willems-Orde
        -  Jacob Jan Mijnssen (1842-1916), directeur Witglasfabriek te Leerdam en lid fa Jeekel, Mijnssen & Co., flessenfabriek

    -  Gerrit Jacob Mijnssen (1767-1817), koopman
      -  Elise Marie Anne Mijnssen (1804-1862); trouwde in 1862 met Daniel baron d'Hogguer (1800-na 1832), kolonel in Zweedse dienst; hertrouwde in 1828 Antoine Louis Perrée, vicomte de la Villestreux (1804-?)

    -  mr. Jacob Cornelis Mijnssen (1775-1834), makelaar
      -  Elisabeth Geertruij Mijnssen (1802-1856); trouwde in 1823 mr. Hendrik Willem Swellengrebel (1800-1824), advocaat; hertrouwde in 1827 mr. Johan Willem baron Huyssen van Kattendijke (1782-1854), minister van Buitenlandse Zaken, minister van Staat, hofmaarschalk
      -  Hendrik Jacob Mijnssen (1810-1849)
        -  Cornelis Jacobus Bernardus Mijnssen (1844-1928), lid fa. Bekouw & Mijnssen, assuradeuren
          -  François Henri Jacques Mijnssen (1872-1954), toneelschrijver, maecenas en assuradeur
            -  Frans Christiaan Mijnssen (1903-?), assuradeur te Amsterdam; gehuwd met Bernardine s'Jacob
              -  prof. mr. Frans Hendrik Jacobus Mijnssen (geb. 1933), hoogleraar aan de Erasmus Universiteit Rotterdam en raadsheer in de Hoge Raad der Nederlanden

        -  Julie Elise Maria Mijnssen (1847-1879); trouwde in 1878 met Aleid Gerhard van Tricht (1848-1925), generaal-majoor titulair infanterie

      -  Jan Jacob Mijnssen (1813-1870), notaris te Batavia, later directeur Veenendaalsche Stoomspinnerij en -weverij
        - François Jaques Mijnssen (1866-1932), directeur Postkantoor te Breda
          -  Diederica Clasina Jacoba Mijnssen (1896-1944), gemeentearchivaris van Breda
          -  mr. Johannes Hendrikus Petrus Everhardus Mijnssen (1901-1977), raadsheer gerechtshof te Amsterdam

      -  mr. Gerrit Jan Adolph Mijnssen (1815-1856), advocaat
        -  Jacob Christiaan Verspyck Mijnssen (1856-1924), generaal-majoor der infanterie;  trouwde 1e jkvr. Jeanne Claudine Désirée Verspyck (1856-1890), lid van het geslacht Verspyck. Als weduwnaar hertrouwde hij in 1893 met de zus van zijn eerste vrouw: jkvr. Lina Adrienne Verspijck (1865-1952). In 1898 werd hem bij koninklijk besluit naamstoevoeging verleend tot Verspyck Mijnssen en werd zo de stamvader van de tak Mijnssen met die dubbele naam
          - mr. Jules Adolph Gustave Verspyck Mijnssen (1881-1933), onder-directeur Koninklijk Kabinet van Munten, Penningen en Gesneden Stenen, daarna secretaris Algemeen Rijksarchief te 's-Gravenhage

Geslachten die opgenomen zijn in het sinds 1910 verschijnende genealogische naslagwerk Nederland's Patriciaat. Lijst volgens opgave van het CBG Centrum voor familiegeschiedenis.
A · B · C · D · E · F · G · H · I · J · K · L · M · N · O · P · Q · R · S · T · U · V · W · Y · Z